# Sándor Ádám
Sándor Ádám (ur. 21 lipca 1918 w Budapeszcie, zm. 1974 w Toronto) – węgierski piłkarz występujący na pozycji napastnika, reprezentant Węgier.

## Kariera klubowa
Grę w piłkę nożną rozpoczął w klubie Zuglói SE. W latach 1936–1943 występował w Újpest FC, dla którego rozegrał w tym okresie 116 ligowych spotkań, w których zdobył 37 bramek. W sezonie 1938/39 wywalczył z tym zespołem mistrzostwo Węgier. W połowie 1943 roku przeniósł się do Nemzeti NM Kinizsi SC, gdzie spędził jeden sezon. Jego ostatnim klubem był Nemzeti SC, w którym po spadku z NB I w sezonie 1945 zakończył karierę.

## Kariera reprezentacyjna
19 marca 1939 zadebiutował w reprezentacji Węgier w zremisowanym 2:2 spotkaniu towarzyskim przeciwko Irlandii w Cork. W sierpniu 1939 roku zagrał w meczu z Polską w Warszawie (2:4), w którym zdobył gola, zamykając tym samym swój dorobek reprezentacyjny na 2 występach i 1 strzelonej bramce.

### Bramki w reprezentacji
| LP | Data             | Miejsce                            | Przeciwnik | Bramka | Rezultat | Ranga meczu     |
| -- | ---------------- | ---------------------------------- | ---------- | ------ | -------- | --------------- |
| 1. | 27 sierpnia 1939 | Stadion Wojska Polskiego, Warszawa | Polska     | 2:0    | 2:4      | Mecz towarzyski |

## Sukcesy
Újpest FC
- mistrzostwo Węgier: 1938/39